# Roskilde (stacja kolejowa)

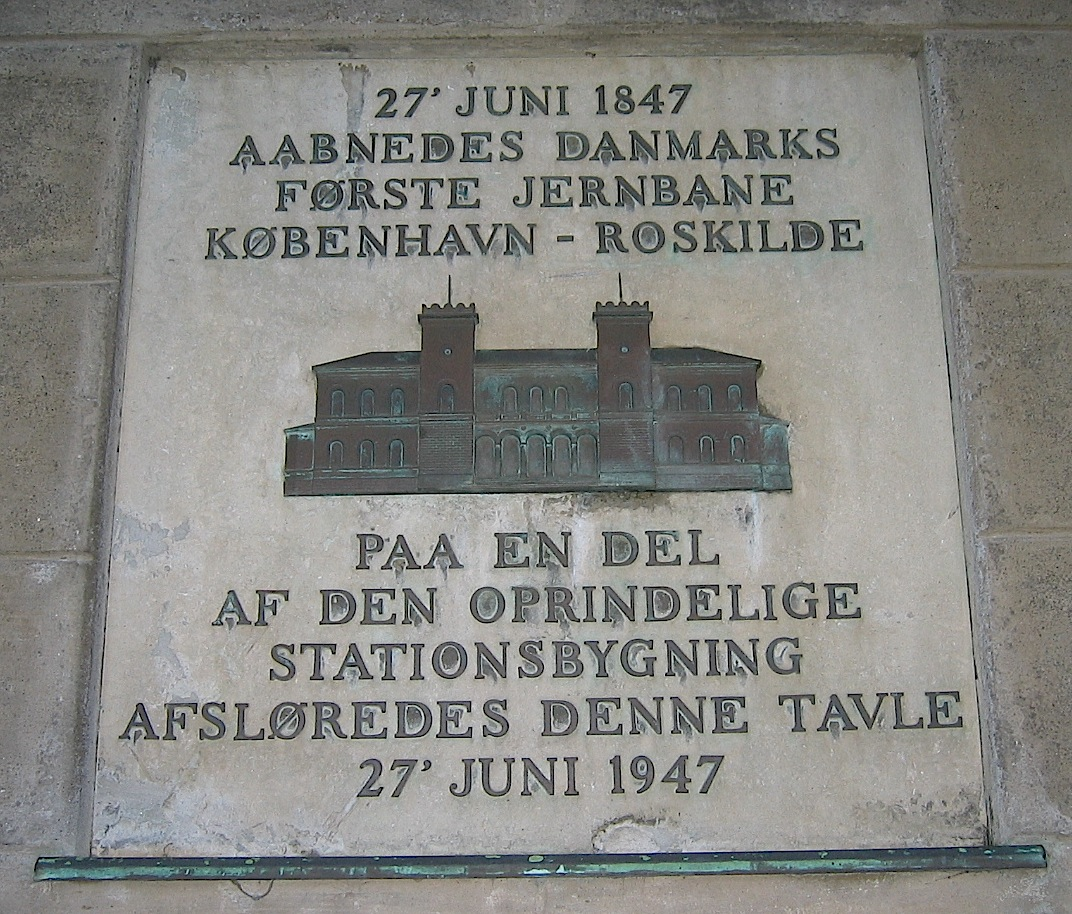
Tablica pamiątkowa na budynku dworca w Roskilde z okazji 100. rocznicy budowy linii kolejowej Kopenhaga-Roskilde

Roskilde – stacja kolejowa w Roskilde (Roskilde Station), na Zelandii, w Danii. Stacja posiada 4 perony. Jest jedną z ważniejszych stacji kolejowych na Zelandii, przez którą dziennie przejeżdża ok. 25 000 pasażerów.

## Historia dworca
XIX wiek

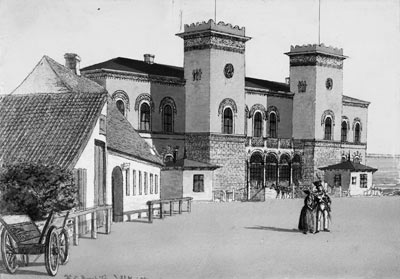
Stacja Roskilde 1849

Budynek stacji kolejowej w Roskilde jest najstarszym zachowanym budynkiem dworcowym na obecnym terytorium Danii. Powstał on już po otwarciu w 1847 r. linii kolejowej Kopenhaga-Roskilde zbudowanej przez Zelandzkie Towarzystwo Kolejowe (Det sjællandske Jernbaneselskab). Asymetryczny projekt budynku dworca kolejowego (z jedną wieżą) architekta Meyera został przedstawiony w 1846 r. i odrzucony. W 1847 r. Meyer opracował projekt symetryczny z dwoma wieżami. Został on zaaprobowany i rozpoczęto budowę, którą ukończono w 1848 r. W 1854 r. stacja w Roskilde powiększyła się o wieżę ciśnień (rozebraną w 1985 r.). Rok później, w związku z przedłużeniem linii kolejowej Kopenhaga-Roskilde do Korsør na zachodnim krańcu Zelandii, stacja kolejowa w Roskilde otrzymała budynek spedycji pocztowej. W 1864 r. powiększono liczbę peronów oraz dobudowano dwa dodatkowe budynki po obu stronach dworca, mieszczące magazyn kolejowy i toalety. Oba budynki miały charakter prowizoryczny i zostały rozebrane po kilku latach, a na ich miejscu dokonano w 1869 r. poszerzenia budynku dworca. Budynek dworca został po raz kolejny powiększony w latach 1872-1874, kiedy od strony zachodniej dobudowano otwartą zadaszoną halę służącą pasażerom nowo oddanej do użytku linii Kolei Północno-Zachodniej (Nordvestbanen) prowadzącej do Kalundborga. W latach 1892–1893 przebudowano magazyn kolejowy przylegający do dworca. W 1899 r. zadaszono perony 2 i 3, a rok później stacja w Roskilde otrzymała nowoczesną parowozownię i wiadukt dla ruchu pieszego, łączący północną i południową część stacji ponad torami kolejowymi.
XX wiek
W 1902 r. zmieniono wystrój wewnętrzny dworca kolejowego. W latach 1905–1907 wybudowano przejście podziemne dla ruchu pieszego, zastępując w ten sposób wiadukt. Dworzec oświetlany jest elektycznością od 1910/1911 r. W latach 1916–1918 stacja otrzymała nowy magazyn towarowy, a w 1924 i 1935 r. dwie nastawnie. W latach 1935–1936 stacja w Roskilde otrzymała dodatkowy, czwarty peron. Z okazji 100-lecia kolei w Danii budynek dworca przeszedł ponowną renowację w latach 1945-1947, kiedy to do użytku oddano powiększony główny hall, a sam dworzec został uznany za zabytek architektury. W 1970 r. do użytku przekazano centralną wieżę kontrolną. Budynek dworca został poddany ponownej renowacji w 1984 r. według projektu Alfreda Homanna. Otwarto wtedy dworcową kawiarnię i restaurację. Rok później stacja w Roskilde otrzymała wyróżnienie za jakość przeprowadzonej renowacji, Nagrodę Brunela. W 1997 r. dokonano przebudowy przejścia podziemnego, które wyposażono w windy, a w latach 1998-2002 dokonano modernizacji wnętrza (m.in. zamontowano drzwi automatyczne). Dworzec otrzymał również nową kolorową elewację według oryginalnych założeń z poł. XIX w. Od XIX w. dworzec w Roskilde jest ostatnim przystankiem królów i królowych Danii w ich drodze na wieczny spoczynek w katedrze w Roskilde. W listopadzie 2000 r. przywieziono tutaj koleją trumnę ze zwłokami królowej-matki Ingrid, skąd w uroczystym pochodzie z uczestnictwem zagranicznych głów koronowanych, przewieziono ją następnie do katedry.